# Anthicus subincisipes
Anthicus subincisipes es una especie de coleóptero de la familia Anthicidae.

## Distribución geográfica
Habita en Egipto.